# Изабела Шерер
Изабела Шерер (порт. Isabella Scherer, Флоријанополис, 17. фебруар 1996) је бразилска Глумица.

## Филмографија
- Família Imperial (2012-2013)
- Experimentos Extraordinários (2014)
- Califórnia (2015)
- Que Talento! (2016)
- Malhação: Viva a Diferença (2017-2018)
- Psi (2019)
- Bom Sucesso (2019)
- MasterChef Brasil (2021)